# Brás (distrito de São Paulo)
Brás es un distrito situado en la zona central de la ciudad de São Paulo, Brasil, administrado por la subprefectura de Mooca. Se localiza próximo al centro histórico de la capital del Estado de São Paulo. El barrio fue oficialmente fundado por Carlos Augusto Bresser, primer concejal paulista.
A pesar de su posición geográfica, pertenecía a la región administrativa conocida como Zona Sudeste de São Paulo, puesto que el barrio integraba la subprefectura de Mooca.

## Historia
El día 27 de septiembre de 2015 se produjo un incendio de grandes proporciones en un Centro comercial del barrio del Brás. En efecto, el Brás es un barrio muy comercial, que genera el interés de la población. La urbanización es consecuencia del interés comercial y de la especulación financiera en la región.

## Comunicaciones
Posee dos estaciones de metro, la Estación Bresser-Mooca y la Estación Brás de la Companhia Paulista de Trens Metropolitanos, conectadas a las líneas 10-Turquesa, 11-Coral y 12-Safira.

## Curiosidades
El barrio fue inmortalizado por el músico Adoniran Barbosa que lo recreó y citó en su conocida Samba do Arnesto. Barbosa compuso con su grupo "Demônios da Garoa" varias sambas que citaban lugares de la ciudad de São Paulo como los barrios de Jaçanã ("Trem das Onze"), Brás ("Samba do Arnesto") o la avenida São João ("Iracema").

## Distritos limítrofes
- Pari (norte).
- Belém (este).
- Mooca (sureste).
- Cambuci (sur).
- Sé y Bom Retiro (oeste).